# Parafia Podwyższenia Krzyża Świętego w Neplach
Parafia Podwyższenia Krzyża Świętego w Neplach – parafia rzymskokatolicka w Neplach.

## Historia
Pierwsza drewniana cerkiew unicka w Neplach została uposażona w 1686 przez Adama Skaszewskiego. Obecny kościół parafialny murowany, w stylu eklektycznym był wybudowany w 1769 przez Niemcewiczów również jako cerkiew unicka. W 1874 zamieniony na cerkiew prawosławną, rekoncyliowany w 1918. W 1919 została utworzona parafia rzymskokatolicka.
Parafia ma księgi metrykalne i kronikę parafialną od 1921.
Do parafii należą wierni z miejscowości: Krzyczew, Kuzawka, Neple oraz Starzynka.